# ورزشگاه اروهد

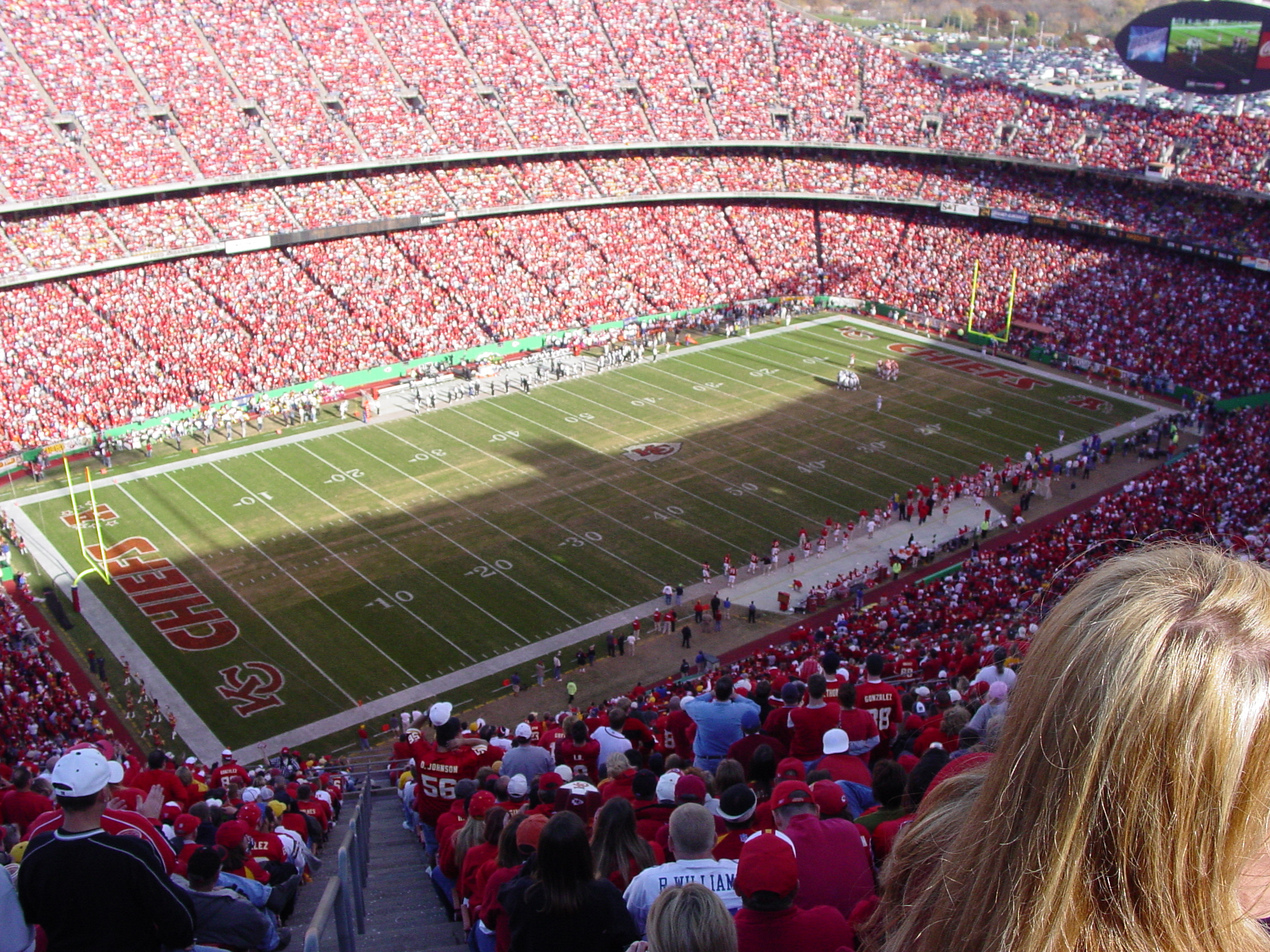

ورزشگاه اروهد (به انگلیسی: Arrowhead Stadium) با ظرفیت ۷۹٬۴۵۱ نفر در شهر کانزاس‌سیتی ایالت میسوری واقع شده‌است. ابعاد این ورزشگاه ۶۳ در ۱۰۱ متر است. در تاریخ ۱۹۷۲ تأسیس شد و دارای زمین چمن می‌باشد. این ورزشگاه از پرسر و صداترین ورزشگاه های آمریکا است.